# Bolton Lake, Timiskaming District
Bolton Lake är en sjö i Kanada.   Den ligger i Timiskaming District och provinsen Ontario, i den sydöstra delen av landet, 500 km nordväst om huvudstaden Ottawa. Bolton Lake ligger 361 meter över havet. Arean är 0,26 kvadratkilometer. Den ligger vid sjön Winding Lake. Den sträcker sig 0,7 kilometer i nord-sydlig riktning, och 0,7 kilometer i öst-västlig riktning.
I omgivningarna runt Bolton Lake växer i huvudsak blandskog. Trakten runt Bolton Lake är nära nog obefolkad, med mindre än två invånare per kvadratkilometer.